# 和歌山藝術到達足球俱樂部
和歌山藝術到達（羅馬化：Arterivo Wakayama），也稱“和歌山藝臻”，簡稱“和歌山藝達”，是一家位於日本和歌山市的足球俱樂部，是以加入J聯賽为目標的俱樂部之一。參加關西足球聯賽。
隊名(通過公開徵集決定)中是一個創造詞，指的是“藝術到達”，這個名字來自兩個意大利語單詞的組合：，意思是“藝術”；，意思是“到達”(亦簡稱為“臻”)。